# Olak Rambahan
Olak Rambahan is een bestuurslaag in het regentschap Batang Hari van de provincie Jambi, Indonesië. Olak Rambahan telt 912 inwoners (volkstelling 2010).